# Enielkenie acaroides
Enielkenie acaroides är en spindelart som beskrevs av Ono 2007. Enielkenie acaroides ingår i släktet Enielkenie och familjen Anapidae.
Artens utbredningsområde är Taiwan. Inga underarter finns listade i Catalogue of Life.